# Blowek
Blowek, właśc. Karol Grzegorz Gązwa (ur. 17 grudnia 1996 w Międzyrzeczu) – polski youtuber.
Na swoim głównym kanale Blowek ma (stan na 5 sierpnia 2025) 5,39 mln subskrypcji oraz (stan na 5 sierpnia 2025) 1 313 215 089 wyświetleń, a na swoim drugim kanale minecraftblowek ma (stan na 5 sierpnia 2025) 155 tys. subskrypcji oraz (stan na 5 sierpnia 2025) 4 737 960 wyświetleń. 

## Działalność
Blowek zaczął publikować swoje treści na kanale o nazwie MinecraftBlow w 2011. Początkowo związane były z grą Minecraft, dzięki której zyskał znaczną popularność. W 2015 skończył produkcje odcinków z tej gry i rozpoczął produkcję innych treści. W 2014 prowadził czwarty pod względem wielkości kanał w Polsce. Był piątym youtuberem w kraju, któremu udało się zdobyć milion subskrybentów. Gdy do tego doszło, miał 17 lat. Z kolei SA Wardęgę wyprzedził w liczbie subskrypcji 31 maja 2018, stając się pierwszym youtuberem w Polsce według ich liczby. W styczniu 2019 kanał Blowka miał 4 miliony subskrybentów. Dzięki niemu na YouTube zaczął nagrywać Cezary Pazura.
W 2018 pojawił się w programie telewizyjnym Zgłoś remont.
W grudniu 2019 roku wydał książkę „Zostań YouTuberem”.
W marcu 2020 roku na jego głównym kanale w serwisie YouTube ukazał się wywiad przeprowadzony z ówczesnym Prezesem Rady Ministrów Mateuszem Morawieckim, który dotyczył różnych działań władz w związku z epidemią SARS-CoV-2.
W styczniu 2022 roku, wzorując się na amerykańskim youtuberze o nicku MrBeast, otworzył własną wirtualną sieć restauracji fast food o nazwie Blow Burgers.
W lipcu 2023 roku, jako pierwszy indywidualny twórca w kraju osiągnął 5 milionów subskrypcji. W tym samym roku wziął udział w programie LOL: Kto się śmieje ostatni.
W 2024 roku wystąpił gościnnie w serialu „Gąska”.